# Аччеттура
Аччеттура (італ. Accettura) — муніципалітет в Італії, у регіоні Базиліката,  провінція Матера.
Аччеттура розташована на відстані близько 350 км на південний схід від Рима, 34 км на південний схід від Потенци, 45 км на південний захід від Матери.
Населення — 1877 осіб (2014).

## Демографія
Населення за роками:

Станом на 1 січня 2023 року в муніципалітеті офіційно проживали 23 іноземці з 7 країн, серед них 15 громадян країн Євросоюзу та 1 громадянин України.

## Сусідні муніципалітети
- Кальчіано
- Кампомаджоре
- Чирильяно
- Олівето-Лукано
- П'єтрапертоза
- Сан-Мауро-Форте
- Стільяно